# Памятник Сталину (Будапешт)
Памятник Сталину в Будапеште — центральное скульптурное произведение столицы Венгрии до 1956 года. Был установлен в декабре 1951 года как подарок венгерского народа к семидесятилетию Иосифа Сталина (21 декабря 1949 года). Памятник стоял на проспекте Дьёрдя Дожи (Dózsa György), разрушен 23 октября 1956 года толпой протестующих венгров в дни Венгерского восстания 1956 года.
Автор памятника — венгерский скульптор Шандор Микуш. Памятник был создан в классический период социалистического реализма.

## История
Памятник был воздвигнут на краю городского парка. Высота памятника вместе с пьедесталом — 25 метров. Бронзовая статуя Сталину была в восемь метров в высоту. Сталин был изображён в качестве оратора. Стороны пьедестала были украшены рельефным изображением, которое было призвано символизировать приветствующий Сталина венгерский народ. Аналогичный, но меньшего размера, памятник был отправлен Сталину по случаю его дня рождения.
23 октября 1956 года толпа восставших венгров разрушила статую, оставив только его сапоги, в которые был водружён венгерский флаг. Бронзовое начертание «Вождь, учитель и лучший друг венгерского народа» было содрано с пьедестала.
После событий 1956 года опустевший постамент был реконструирован и долгое время использовался как правительственная трибуна при проведении праздничных шествий и демонстраций. В начале 1990-х годов остатки постамента-трибуны были окончательно демонтированы. В 2006 году в парке скульптур эпохи социализма в Будапеште (Парк Мементо) в уменьшенном виде были воспроизведены кирпичный постамент и нижняя часть скульптуры — сапоги Сталина.

Перед разрушением
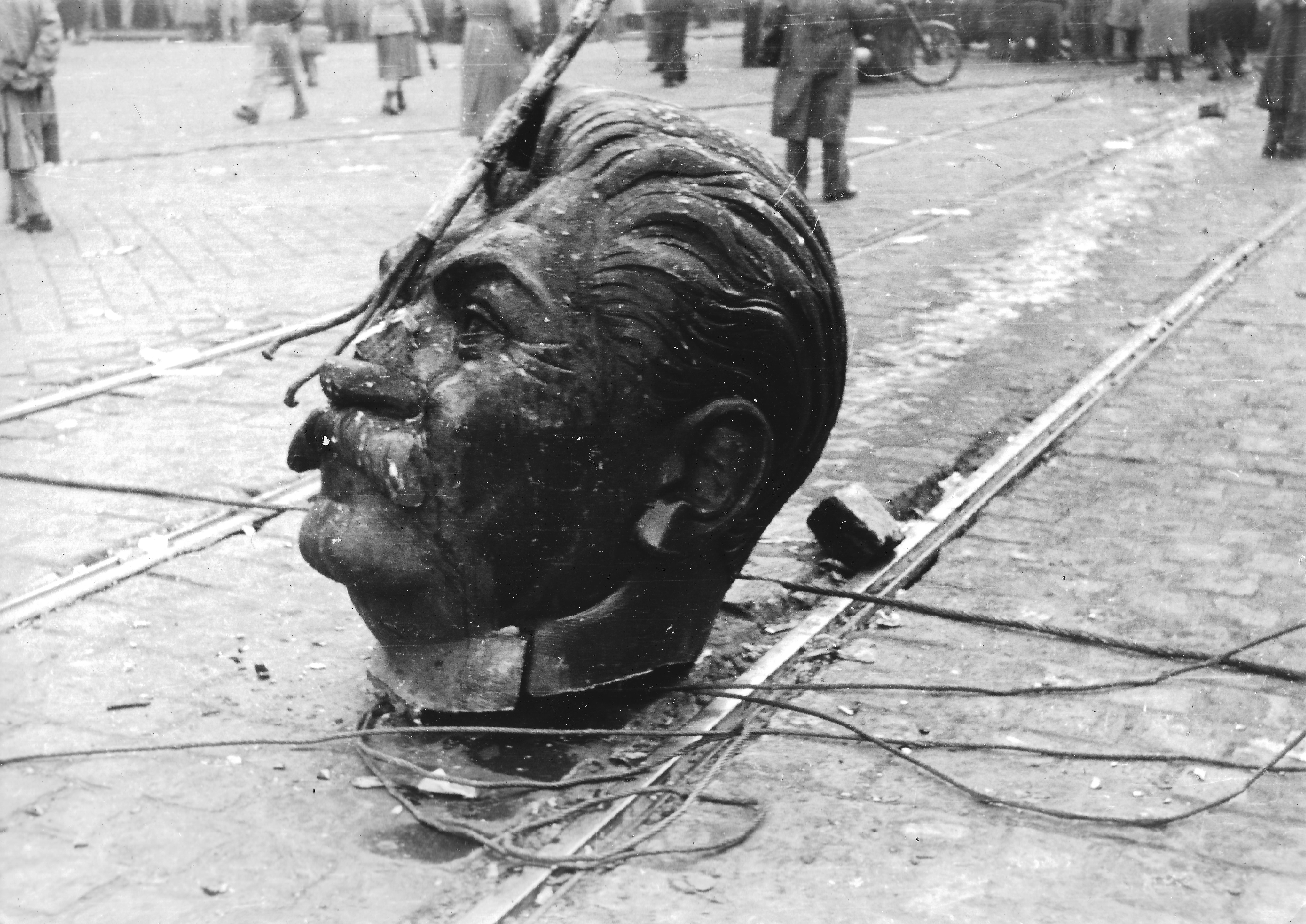
Голова уничтоженного памятника
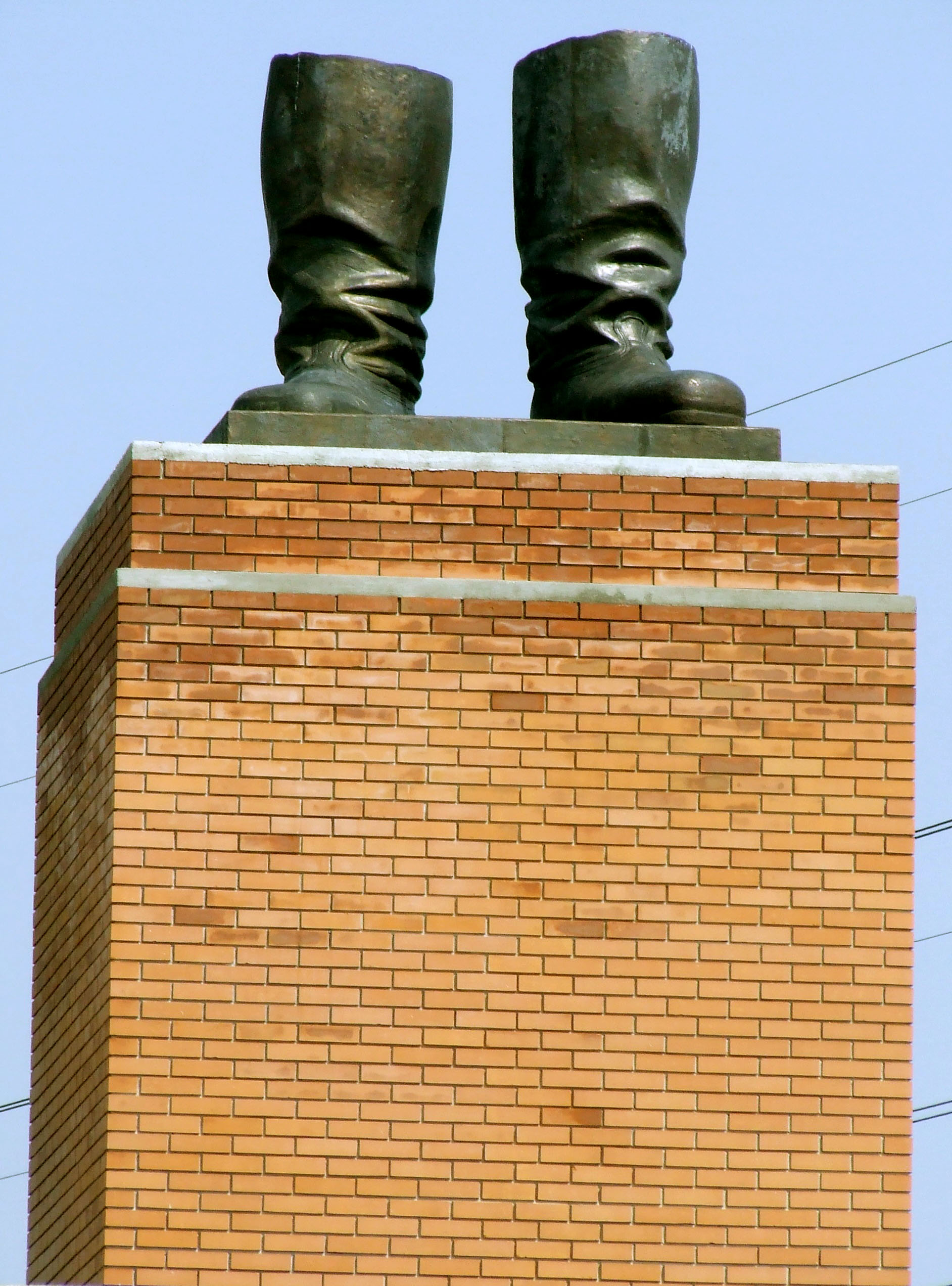
Копия сапог памятника в Парке Мементо